# Ненапрегнато-отворена предна незакръглена гласна
Ненапрегнато-отворената предна незакръглена гласна е вид гласен звук, използван в някои говорими езици. В Международната фонетична азбука той се отбелязва със символа æ. Сходен е с българския звук, обозначаван с „а“, в неударена позиция, но е с по-предно произнасяне.
Ненапрегнато-отворената предна незакръглена гласна се използва в езици като английски (cat, [kʰæt]), руски (пять, [pʲætʲ]), шведски (ära, [²æːɾä]).